# モード・アバンセ事件
モード・アバンセ事件（モード・アバンセじけん）とは、部落解放同盟の影響力が強大だった高知県で1990年代後半から始まり、2000年に高知新聞によって告発報道された同組織幹部関係に対する縫製企業の公的資金・闇融資事件。実行させられた公務員ら側は一切の金銭的利益を得ておらず、同和団体に支配されていたことによる同和利権・行政対象暴力事件である。別名高知県庁闇融資事件とも呼ばれる

## 概要
高知県は縫製業協業組合「モード・アバンセ」（県内の縫製業者5社で1994年に設立された）に同和対策事業の一環として1995年までに計約14億4千万円を無利子融資。また、1996年と1997年に経営難に陥ったモード・アバンセに高知県は融資制度で計約12億円を貸し付けた。
2000年にモード・アバンセの経営危機・部落解放同盟関係者による高知県支配を高知新聞が最初に告発報道し、高知県の融資が回収不能になっていることが明らかになる。2001年に強制捜査が行われ、1995年までの約14億4千円の融資については経営危機にあることを隠して高知県から詐取したとして縫製業協業組合代表理事ら関係者3人が詐欺罪で逮捕・起訴された。また、1996年と1997年に計約12億円の融資について、山本卓高知県副知事と高知県商工労働部幹部2人が高知県に損害を与えたとして背任罪で逮捕・起訴された。なお、モード・アバンセは2001年5月に操業停止に追い込まれ、事実上倒産した。
縫製業協業組合関係者3人の詐欺罪の裁判については、縫製業協業組合代表理事に実刑判決が、縫製業協業組合関係者2人に執行猶予付きの有罪判決がそれぞれ言い渡され2003年に確定した。高知県幹部3人の背任罪の裁判については実刑判決を言い渡され2007年に確定した。

## 関連書籍
- 高知新聞編集局取材班「黒い陽炎 県闇融資究明の記録」（リーダーズノート）